# 아데노신 이인산
아데노신 이인산(영어: adenosine diphosphate, ADP) 또는 아데노신 피로인산(영어: adenosine pyrophosphate, APP)은 물질대사에서 중요한 유기 화합물이며, 살아있는 세포에서 에너지의 흐름에 필수적인 물질이다. ADP는 아데닌, 리보스, 두 개의 인산기 등 세 가지 중요한 구조적인 요소로 구성된다. ADP의 이인산은 리보스의 5' 탄소에 결합되어 있고, 아데닌은 리보스의 1' 탄소에 결합되어 있다.
ADP는 아데노신 삼인산(ATP) 및 아데노신 일인산(AMP)으로 상호전환될 수 있다. ATP는 ADP보다 인산기가 한 개 더 많고, AMP는 ADP보다 인산기가 한 개 더 적다. 모든 생명체가 사용하는 에너지 전달은 ATPase라고 알려진 효소에 의한 ATP의 탈인산화의 결과이다. ATP로부터 인산기 하나가 가수분해되면 에너지가 방출되고, 부산물로 ADP가 생성된다. "분자 단위의 에너지 화폐"로서 ATP는 상대적으로 저에너지 분자인 ADP 및 AMP로부터 지속적으로 재생성된다. ATP의 생합성은 기질수준 인산화, 산화적 인산화, 광인산화와 같은 과정을 통해 이루어지며, 이 과정들은 모두 ADP에 인산기를 하나 결합시킴으로써 ATP를 생성한다.

## 생체에너지학
ADP의 순환 과정은 생물학적 에너지 시스템에서 일을 하는데 필요한 에너지, 즉 하나의 화합물에서 다른 화합물로 에너지를 전달하는 열역학적 과정을 수행하는데 필요한 에너지를 제공한다. 에너지에는 위치 에너지와 운동 에너지라는 두 가지 유형의 에너지가 있다. 위치 에너지는 저장된 에너지 또는 일을 할 수 있는 사용가능한 에너지라고 생각할 수 있다. 운동 에너지는 물체의 운동 결과로 인한 에너지이다. ATP의 중요성은 인산기 사이의 화학 결합 내에 화학적인 위치 에너지를 저장할 수 있는 능력에 있다. ATP의 고에너지 인산 결합에 저장된 에너지는 일을 하기 위해 전달될 수 있다. 예를 들어, ATP로부터 마이오신 단백질로의 에너지 전달은 근육 수축 중에 액틴에 결합할 때 구조적인 변화를 일으킨다. 하나의 근육을 효과적으로 수축시키기 위해서 마이오신과 액틴 사이에 여러 반응이 필요하므로 각각의 근육 수축을 일으키기 위해선 다량의 ATP가 필요하다. 이때 미리 축적해둔 ATP를 ADP로 분해시킴으로써 근육을 수축하는데 필요한 에너지를 공급한다. 이러한 이유로 생물학적 에너지 시스템은 ADP를 ATP로 합성하여 위치 에너지를 보충하는 효율적인 방법을 개발하도록 진화해왔다.

ATP 합성 및 분해 사이클. 1은 에너지의 방출, 2는 에너지의 투입을 나타낸다.

ATP가 ADP와 무기 인산(Pi)으로 가수분해될 때 약 7.3 kcal/몰의 에너지가 방출되며, 이러한 방출되는 에너지를 이용하여 다양한 생명활동이 일어난다. ADP는 음식물에서 사용가능한 화학 에너지를 방출하는 과정을 통해 ATP로 전환될 수 있다. 사람의 경우, 이 과정은 미토콘드리아에서 산소 호흡을 통해 지속적으로 수행된다. 식물은 햇빛으로부터 에너지를 전환하고 저장하기 위해, 광합성을 사용하고 명반응에서 ADP를 ATP로 전환한다. 식물도 미토콘드리아를 가지고 있기 때문에 산소 호흡을 통해 ATP를 생성할 수 있다. 동물들은 포도당과 다른 호흡 기질들의 분해 과정에서 방출되는 에너지를 이용해서 ADP를 ATP로 전환시키며, ATP에 저장된 에너지는 필요한 성장과 세포 유지를 위한 에너지로 사용될 수 있다.

## 세포 호흡

### 이화작용
해당과정의 10단계 과정은 포도당의 분해에서 자유 에너지 방출의 초기 단계로서 에너지 투자기와 에너지 회수기의 두 단계로 크게 나눌 수 있다. ADP와 인산기는 시트르산 회로와 산화적 인산화에서 ATP 합성을 위한 전구물질로 필요하다. 해당과정에서 포스포글리세르산 키네이스와 피루브산 키네이스는 기질수준 인산화를 통해 ADP에 인산기를 연결하는 것을 촉매한다.

해당과정의 개요

### 해당과정
해당과정은 모든 생명체에서 일어나며, 10단계의 단계로 구성된다. 해당과정의 전체 반응식은 다음과 같다.
포도당 + 2 NAD + + 2 Pi + 2 ADP → 2 피루브산+ 2 ATP + 2 NADH + 2 H2O
단계 1과 단계 3은 ATP가 ADP와 무기인산(Pi)으로 가수분해될 때 방출되는 에너지가 투입되는 단계인 반면, 단계 7과 단계 10은 ADP로부터 ATP를 생성하는 단계이다. 해당과정은 세포질에서 일어나며, 산소의 유무와 관계 없이 진행된다.

### 시트르산 회로
시트르산 회로 또는 크렙스 회로 또는 TCA(tricarboxylic acid, 트라이카복실산) 회로는 1회전당 3개의 NADH, 1개의 FADH2, 1개의 GTP(ATP)를 생성하는 8개의 단계로 구성된다. 시트르산 회로의 단계 5에서 석시닐-CoA 합성효소에 의해 GTP가 생성된 다음에 ADP가 ATP로 전환된다(GTP + ADP → GDP + ATP).

### 산화적 인산화
산화적 인산화는 NADH 또는 FADH2로부터 전자운반체를 통해 O2로 전자를 전달함으로써 포도당 1분자당 세포 호흡에서 생성되는 32 ATP 중 28 ATP를 생성한다. NADH 또는 FADH2의 고에너지 전자가 최종 전자수용체인 O2로 전달될 때 방출되는 에너지는 미토콘드리아 내막을 경계로 H+(양성자)의 농도 기울기를 형성하게 되고, H+(양성자)의 농도 기울기에 의해 H+(양성자)가 ATP 생성효소를 통해 막 사이 공간에서 미토콘드리아 기질로 확산될 때 ATP가 합성된다. 전자전달계에 의한 고에너지 전자의 전달과 화학삼투에 의한 ATP 생성효소의 ATP 합성이 서로 짝지어져 있기 때문에 산화적 인산화라고 불리게 되었다.

ATP 생성효소

#### 미토콘드리아의 ATP 생성효소 복합체
해당과정 및 시트르산 회로에서 NAD+와 같은 보조 인자는 미토콘드리아 내막을 경계로 H+(양성자)의 농도 기울기를 형성하는 전자전달계의 역할을 도와서 전자를 공여하거나 받아들인다. ATP 생성효소 복합체는 미토콘드리아 내막 속에 위치한 부분(Fo 부분)과 미토콘드리아 기질로 돌출된 부분(F1 부분)으로 구성된다. 화학적인 농도 기울기의 결과로 얻은 에너지는 ATP 생성효소의 활성 부위에서 ADP와 무기인산(Pi)을 반응시켜 ATP를 합성하는데 사용된다. 이에 대한 화학 반응식은 ADP + Pi → ATP로 나타낼 수 있다.

## 혈소판의 활성화
정상 상태일 때, 작은 원반 모양의 혈소판은 서로 상호작용을 하지 않고 혈액 속을 자유롭게 순환한다. ADP는 혈소판 내에 밀집된 상태로 저장되며, 혈소판이 활성화되면 방출된다. ADP는 혈소판에서 발견되는 ADP 수용체군(P2Y1, P2Y12, P2X1)과 상호작용하여 혈소판의 활성화를 유도한다.
- P2Y1 수용체는 ADP와의 상호작용의 결과로 혈소판의 응집 및 형태 변화를 일으킨다.
- P2Y12 수용체는 ADP에 대한 반응을 더욱 더 증폭시키고, 혈액을 응고시킨다.

혈액 내의 ADP는 외부 ADPase의 작용에 의해 아데노신으로 전환되어, 아데노신 수용체를 통한 추가적인 혈소판의 활성화를 억제한다.

## 같이 보기
- 뉴클레오사이드
- 뉴클레오타이드
- DNA
- RNA
- 아데노신 일인산 (AMP)
- 아데노신 삼인산 (ATP)
- 올리고뉴클레오타이드
- 아피레이스
- 인산염